# Graeme Obree
Graeme Obree (Nuneaton, 11 de setembre de 1965) va ser un ciclista escocès que s'especialitzà en el ciclisme en pista. Va guanyar dues vegades el Campionat del món de persecució individual.
Va batre dos cops el rècord de l'hora en la modalitat de Millor esforç humà. Aquests rècords els va fer fabricant, ell mateix, les seves bicicletes, i adoptant unes postures innovadores fins aquell moment.

## Palmarès en pista
- 1993
  -  Campió del món en persecució
  -  Campió del Regne Unit en Persecució amateur
- 1994
  -  Campió del Regne Unit en Persecució amateur
- 1995
  -  Campió del món en persecució
  -  Campió del Regne Unit en Persecució amateur
- 1996
  -  Campió del Regne Unit en Persecució

### Resultats a laCopa del Món
- 1995
  - 1r a Atenes, a Cottbus i a Adelaida, en Persecució

## Palmarès en ruta
- 1997
  -  Campió del Regne Unit en contrarellotge